# Hermann Beyer
Hermann Beyer (Altemburgo, Turingia; 30 de mayo de 1943) es un actor alemán. 
Beyer vive en Berlín. Su hijo, Eugen Krößner, nació en 1969, fruto de su relación con la también actriz Renate Krößner. Actuó junto a su hijo y exmujer en la película Vergiss dein Ende.

## Filmografía
- 1968: Yo tenía 19 años
- 1968: Die entführte Braut
- 1969: Verdacht auf einen Toten
- 1971: Männer ohne Bart
- 1973: Das zweite Leben des Friedrich Wilhelm Georg Platow
- 1973: Der Mann von draußen
- 1974: Jakob der Lügner
- 1974: Der Untergang der Emma
- 1975: Ikarus
- 1975: Bankett für Achilles
- 1978: Ein Sonntagskind, das manchmal spinnt
- 1979: Tull (película para TV)
- 1979: Der Menschenhasser (Grabación teatral)
- 1981: Unser kurzes Leben
- 1982: Die Beunruhigung
- 1982: Märkische Forschungen
- 1983: Schwierig sich zu verloben
- 1983: Das Luftschiff
- 1983: Olle Henry
- 1983: Fariaho
- 1983: Verzeihung, sehen Sie Fußball?
- 1984: Kaskade rückwärts
- 1985: Gritta von Rattenzuhausbeiuns
- 1985: Junge Leute in der Stadt
- 1986: Das Haus am Fluß
- 1986: Jan auf der Zille
- 1986: Das Buschgespenst
- 1987: Einzug ins Paradies (serie de TV, episodio Der sechste Tag)
- 1987: Kindheit
- 1987: Vorspiel
- 1988: Felix und der Wolf
- 1988: Polizeiruf 110 – Eifersucht (serie de TV)
- 1988: Das Herz des Piraten
- 1988: Fallada – Letztes Kapitel
- 1989: Treffen in Travers
- 1989: Der Bruch
- 1989: Großer Frieden (grabación teatral)
- 1990: Pause für Wanzka
- 1991: Der Tangospieler
- 1993: Kaspar Hauser
- 1995: Der Kontrolleur
- 1995: Polizeiruf 110: Jutta oder Die Kinder von Damutz
- 1997: Der Hauptmann von Köpenick
- 1997: Schimanski: Die Schwadron
- 1998: Abgehauen
- 1998: Tatort – Arme Püppi (serie de TV)
- 1999–2008, 2016: In aller Freundschaft (serie de TV)
- 1999: Halt mich fest!
- 1999: Der letzte Zeuge (serie de TV, episodio Die Bank, die Liebe, der Tod)
- 2000: Deutschlandspiel
- 2000: Mord im Swingerclub
- 2001: Polizeiruf 110: Fliegende Holländer
- 2002: Stahlnetz (serie de TV, episodio Ausgelöscht)
- 2003: Der alte Affe Angst
- 2004: Das Konto
- 2005: Die Nachrichten
- 2005: Mord am Meer
- 2006: Elementarteilchen
- 2006: Maria am Wasser
- 2006: Commissario Laurenti – Die Toten vom Karst (serie de TV)
- 2007: Polizeiruf 110: Dunkler Sommer
- 2007: Der Dicke / Die Kanzlei (serie de TV, episodio Zug um Zug)
- 2008: Das Wunder von Berlin
- 2008: Anonyma – Eine Frau in Berlin
- 2008: Novemberkind
- 2008: Braams – Kein Mord ohne Leiche
- 2008: Dr. Psycho – Die Bösen, die Bullen, meine Frau und ich (serie de TV, episodio Der letzte Wille)
- 2009: Tatort – Borowski und die Sterne
- 2009: SOKO Leipzig (serie de TV, episodio Flucht ins Vergessen)
- 2009: Mörder auf Amrum
- 2009: Kinder des Sturms
- 2009: Doktor Martin (serie de TV, episodio Nase voll)
- 2009: Eine Frage des Vertrauens
- 2010-presente: Spreewaldkrimi
  - 2010: Der Tote im Spreewald
  - 2012: Eine tödliche Legende
  - 2016: Spiel mit dem Tod
  - 2017: Zwischen Tod und Leben
- 2010: Boxhagener Platz
- 2010: Aghet – Ein Völkermord
- 2011: Mörderisches Wespennest
- 2011: Vergiss dein Ende
- 2011: Kommissar Stolberg (serie de TV, episodio Drei Frauen)
- 2012: Familie Windscheidt – Der ganz normale Wahnsinn
- 2012–2016: Die Chefin (serie de TV, 9 episodios)
- 2013: Zeugin der Toten
- 2013: Tot im Wald (película para TV)
- 2013: Mord in den Dünen
- 2014: Kommissarin Heller – Der Beutegänger (serie de TV)
- 2014: Mord mit Aussicht (serie de TV, episodio Der letzte Vorhang)
- 2014: Bornholmer Straße
- 2014: Colonia Brigada Criminal (serie de TV, episodio Die Unverbesserlichen)
- 2015: Und ich so: Äh (cortometraje)
- 2015: SOKO Wismar (serie de TV, episodio Goldener Herbst)
- 2015: Anderst schön (película para TV)
- 2016: Schweigeminute
- 2017: Zuckersand
- 2017–2020: Dark (serie de TV, 10 episodios)
- 2018: Tatort – Der kalte Fritte
- 2018: jerks. (serie de TV, episodio Elternhaus)
- 2019: Donna Leon – Stille Wasser (serie de TV)
- 2020: Alte Bande (película para TV)
- 2020: Unterleuten – Das zerrissene Dorf

## Teatro
- 1966: Max Frisch: Don Juan oder Die Liebe zur Geometrie (Don Roderigo) – Dir.: Wolfram Krempel (Maxim-Gorki-Theater Berlin)
- 1968: Seán O’Casey: Der Stern wird rot (Jack) – Dir.: Kurt Veth (Maxim-Gorki-Theater Berlin)
- 1969: Michail Schatrow: Bolschewiki (Telegrafista) – Dir.: Fritz Bornemann (Maxim-Gorki-Theater Berlin)
- 1970: Johann Wolfgang von Goethe bajo la producción de Friedrich Schiller: Egmont (Egmont) – Dir.: Peter Kupke (Hans Otto Theater Potsdam)
- 1971: Wolfgang Borchert: Draußen vor der Tür (Beckmann) – Dir.: Günter Rüger  (Hans Otto Theater Potsdam)
- 1973: Molière: Der fliegende Arzt (Sganarell) – Dir.: Brigitte Soubeyran (Volksbühne Berlin – Rechtes Seitenfoyer)
- 1976: Heiner Müller: Die Bauern (Kommunist) – Dir.: Fritz Marquardt (Volksbühne Berlin)
- 1979: Volker Braun: Großer Frieden (Tschu Jün) – Dir.: Manfred Wekwerth/Joachim Tenschert (Berliner Ensemble)
- 1980: Volker Braun: Simplex deutsch (Kragler) – Dir.: Piet Drescher (Berliner Ensemble – Probebühne)
- 1984: Johann Wolfgang von Goethe: Faust-Szenen (Faust) – Dir.: Horst Sagert (Berliner Ensemble)
- 1986: William Shakespeare: Troilus und Cressida (Ulysses) – Dir.: Manfred Wekwerth (Berliner Ensemble)
- 1988: Heiner Müller: Der Lohndrücker (Direktor) – Dir.: Heiner Müller (Deutsches Theater Berlin)
- 1989: Heiner Müller: Germania Tod in Berlin (mehrere Rollen) – Dir.: Fritz Marquardt (Berliner Ensemble)
- 1991: Georg Seidel: Villa Jugend (Norbert Neitzel) – Dir.: Fritz Marquardt (Berliner Ensemble)
- 1992: Ernst Barlach: Der arme Vetter (Hans Iver) – Dir.: Fritz Marquardt (Berliner Ensemble)
- 1993: Seán O’Casey: Juno und Pfau – Dir.: Fritz Marquardt (Berliner Ensemble)
- 1994: Samuel Beckett: Endspiel – Dir.: Peter Palitzsch (Berliner Ensemble)
- 2009: Friedrich von Gagern: Ozean – Dir.: Frank Castorf (Volksbühne Berlin)
- 2013: Anton Tschechow: Das Duell – Dir.: Frank Castorf (Volksbühne Berlin)

## Radio
- 1966: Bertolt Brecht: Das Verhör des Lukullus – Dir.: Kurt Veth (Rundfunk der DDR)
- 1969: Emmanuel Roblès, Philippe Derrez: Männerarbeit – Dir.: Edgar Kaufmann (Rundfunk der DDR)
- 1980: Joachim Walther: Bewerbung bei Hofe (Vigilante) – Dir.: Fritz Göhler (Rundfunk der DDR)
- 1981: Arne Leonhardt: Jazz am Grab – Dir.: Werner Grunow (Rundfunk der DDR)
- 1982: E. T. A. Hoffmann: Wenn man einen Nußknacker liebt (Drosselmeier) – Dir.: Christa Kowalski (Kinderhörspiel – Rundfunk der DDR)
- 1984: Bertolt Brecht: Furcht und Elend des Dritten Reiches – Dir.: Achim Scholz (Rundfunk der DDR)
- 1984: Thomas Heise: Schweigendes Dorf (Eisenbahner) – Dir.: Thomas Heise (Rundfunk der DDR)
- 1989: Adelbert von Chamisso: Peter Schlemihl oder die Reise nach Varna – Dir.: Karlheinz Liefers (Fantasy, Märchen für Erwachsene – Rundfunk der DDR)
- 1998: Michail Bulgakow: Der Meister und Margarita (Kater) – Dir.: Petra Meyenburg (30 Teile, MDR)
- 1999: Volker Braun: Die Geschichte von den vier Werkzeugmachern (Sprecher/Matthes) – Dir.: Jörg Jannings (SFB/ORB/DLF)
- 1992: Friedrich Gorenstein: Streit um Dostojewski – Dir.: Walter Niklaus (SFB/DS Kultur)
- 1993: Guido Koster: Im Viertel des Mondes (Eisenstein) – Dir.: Karlheinz Liefers (DS Kultur/SFB)
- 2001: Elwyn Brooks White: Wilbur und Charlotte – Dir.: Andrea Otte (Kinderhörspiel – SWR)
- 2003: Stefan Amzoll: Putze Polina – Dir.: Wolfgang Rindfleisch (DLR)

## Premios
- 1981: Premio especial a la destacada actuación individual como el ingeniero Hassel en The Building en la Volksbühne de Berlín en la segunda comparación de actuaciones de los conjuntos de teatro y música de la RDA.
- 1982: Mejor actor principal en el 2 ° Festival Nacional de Largometrajes de la RDA por Märkische Research.
- 1983: Premio Theodor Fontane del distrito de Potsdam por La investigación de Märkische (colectivo).
- 1987: Premio de la Crítica de la RDA al mejor actor por Gritta von Rattenzuhausbeiuns.
- 1987: Diploma de honor en el festival Goldener Spatz.
- 1988: Mejor actor de reparto en el V Festival Nacional de Cine Infantil de la RDA para Kindheit.
- 1990: Mejor actor principal en el 6 ° Festival Nacional de Largometrajes de la RDA para Treffen in Travers.